# Rolf Steffenburg
Rolf Steffenburg (n. 14 martie 1886, Gävle, Comitatul Gävleborg, Suedia – d. 18 martie 1982, Stockholm, Suedia) a fost un iahtman ce a reprezentat Suedia, medaliat olimpic. A participat la o ediție a Jocurilor Olimpice (1920) în care a câștigat o medalie de aur.

## Participări
Lista de mai jos prezintă principalele competiții la care a participat Rolf Steffenburg de-a lungul carierei.
- voile aux Jeux olympiques d'été de 1920 – classe 30 m²[*][1]